# Bryan Roy
Pour les articles homonymes, voir Roy.
Bryan Roy, né le 12 février 1970 à Amsterdam aux Pays-Bas, est un ancien footballeur international néerlandais.

## Carrière en club
Issu du célèbre centre de formation de l'Ajax Amsterdam, il démarre en équipe première en 1987 à l'âge de 17 ans. Très rapidement, ses qualités de dribble et de vitesse font merveille sur le flanc gauche du 4-3-3 du club amstellodamois. Avec l'Aja, il remporte un titre de champion des Pays-Bas, une coupe des Pays-Bas mais aussi une coupe de l'UEFA, en 1992 aux côtés de joueurs comme Denis Bergkamp et Wim Jonk.
En 1992, il part exercer ses talents en Italie à Foggia, où il a la lourde charge de remplacer Giuseppe Signori. Sous les ordres du technicien Tchèque Zdeněk Zeman, il va réaliser deux saisons de toute beauté et contribuer ainsi à la belle aventure du club en Serie A.
À l'été 1994, il signe à Nottingham Forest pour 3 millions de livres, ce qui est une somme très importante pour l'époque. Sa première saison se passe très bien et le club finit à une belle 3e place en Premier League. La suite est en revanche plus compliquée, puisqu'il est blessé puis en méforme au cours de la saison 1996-1997, qui voit son club reléguer en deuxième division.
Il signe alors au Hertha BSC Berlin qui vient de retrouver la Bundesliga. Il finit 11e la première saison puis 3e en 1998-1999, qualifiant ainsi son club joue pour la Ligue des Champions 1999-2000, où il sera éliminé au cours de la seconde phase de poule. Malgré ces bons parcours, les performances individuelles de Bryan Roy sont moins étincelantes et la fin de carrière approche.
À 30 ans, il décide donc retourner au pays. Il propose ses services à l'Ajax Amsterdam et le PSV Eindhoven mais ceux-ci les déclinent. Il signe alors au NAC Breda, où il effectue une saison anonyme et raccroche les crampons à 31 ans seulement.

## Carrière en équipe des Pays-Bas
Joueur très précoce, il intègre la sélection A à seulement 19 ans au cours d'un match contre le Danemark en septembre 1989. Avec sa sélection, il s'impose aussi rapidement qu'à l'Ajax et devient un cadre de l'équipe pendant la première moitié des années 1990. Il participe donc à deux Coupes du Monde et à un Euro. Il marque même un but décisif contre le Maroc lors du dernier match de poule de la Coupe du Monde 1994. À partir de 1995, ses pépins physiques à Nottingham et l'émergence d'un joueur comme Marc Overmars stoppent sa carrière internationale à seulement 25 ans. En tout et pour tout, il a donc obtenu 32 sélections et marqué 9 buts entre 1989 et 1995.

## Carrière d'entraineur
Depuis 2002 il est revenu à l'Ajax Amsterdam où il entraine une des équipes de jeune du club. En janvier 2009 il déclare que sa principale inspiration en tant qu'entraineur est Zdeněk Zeman mais cite aussi Johan Cruyff et Louis van Gaal qui l'ont entrainés à Amsterdam.

## Vie privée
De 1993 à 2008, il fut marié à l'actrice/présentatrice Nada van Nie, mais ils se sont séparés après 15 ans de mariage. Ensemble, ils ont deux enfants, prénommés Jamie Lee et Quentin.

## Palmarès

### En club
- Vainqueur de la Coupe de l'UEFA en 1992 avec l'Ajax Amsterdam
- Champion des Pays-Bas en 1990 avec l'Ajax Amsterdam
- Vainqueur de la Coupe des Pays-Bas en 1993 avec l'Ajax Amsterdam

### EnÉquipe des Pays-Bas
- 32 sélections et 9 buts entre 1989 et 1995
- Participation à la Coupe du Monde en 1990 (1/8 de finaliste) et en 1994 (1/4 de finaliste)
- Participation au Championnat d'Europe des Nations en 1992 (1/2 finaliste)